# Liga Europa da UEFA de 2017–18
A Liga Europa da UEFA de 2017-18 foi a 47ª edição do torneio Liga Europa da UEFA, e a 9ª com este formato e nome (anteriormente era chamada de Taça UEFA).
A final foi disputada no Parc Olympique Lyonnais, em Lyon, França.

## Distribuição das Vagas
|                                       | Times entrando nesta rodada | TImes avançando para próxima fase                                      | Times transferidos da Liga dos Campeões da UEFA de 2017–18                           |
| ------------------------------------- | --- | ---------------------------------------------------------------------- | ------------------------------------------------------------------------------------ |
| Primeira Pré-eliminatória (100 times) | - 29 Campeões da Copa Nacional das associações 27–55 - 36 Vice-Campeões da Liga Nacional das associações 18–54 (exceto Liechtenstein) - 35 Terceiros Colocados da Liga Nacional das associações 16–51 (exceto Liechtenstein) |                                                                        |                                                                                      |
| Segunda Pré-eliminatória (66 times)   | - 8 Campeões da Copa Nacional das associações 19-26 - 2 Vice-Campeões da Liga Nacional das associações 16–17 - 6 Quartos Colocados da Liga Nacional das associações 10–15 | - 50 ganhadores da Primeira Pré-eliminatória                           |                                                                                      |
| Terceira Pré-eliminatória (58 times)  | - 5 Campeões da Copa Nacional das associações 14-18 - 9 Terceiros Colocados da Liga Nacional das associações 7–15 - 5 Quartos Colocados da Liga Nacional das associações 5–9 - 3 Quintos Colocados da Liga Nacional das associações 4–6 (Campeão da Taça da Liga da França) - 3 Sextos Colocados da Liga Nacional das associações 1–3 (Campeão da Taça da Liga da Inglaterra) | - 33 ganhadores da Segunda Pré-eliminatória                            |                                                                                      |
| Rodada de Play-off (44 times)         | | - 29 ganhadores da Terceira Pré-eliminatória                           | - 15 perdedores da Terceira Pré-eliminatória da Liga dos Campeões da UEFA de 2017–18 |
| Fase de Grupos (48 times)             | - 12 Campeões da Copa Nacional das associações 1-13 - 1 Quarto Colocado da associação 4 - 3 Quintos Colocados das associações 1-3 | - 22 ganhadores da Rodada de Play-off                                  | - 10 perdedores da Rodada de Play-off da Liga dos Campeões da UEFA de 2017–18        |
| Fase de Mata-Mata (32 times)          | | - 12 Primeiros Colocados dos Grupos - 12 Segundos Colocados dos Grupos | - 8 Terceiros Colocados dos Grupos da Liga dos Campeões da UEFA de 2017–18           |

## Calendário
Datas divulgadas pela UEFA: 
| Fase           | Rodada                    | Data do Sorteio               | Partida de Ida                                                  | Partida de Volta                                                |
| -------------- | ------------------------- | ----------------------------- | --------------------------------------------------------------- | --------------------------------------------------------------- |
| Qualificação   | Primeira Pré-eliminatória | 19 de Junho de 2017           | 29 de Junho de 2017                                             | 06 de Julho de 2017                                             |
| Qualificação   | Segunda Pré-eliminatória  | 19 de Junho de 2017           | 13 de Julho de 2017                                             | 20 de Julho de 2017                                             |
| Qualificação   | Terceira Pré-eliminatória | 14 de Julho de 2017           | 27 de Julho de 2017                                             | 03 de Agosto de 2017                                            |
| Play-off       | Fase de Play-off          | 04 de Agosto de 2017          | 17 de Agosto de 2017                                            | 24 de Agosto de 2017                                            |
| Fase de Grupos | Primeira Rodada           | 25 de Agosto de 2017 (Mônaco) | 14 de Setembro de 2017                                          | 14 de Setembro de 2017                                          |
| Fase de Grupos | Segunda Rodada            | 25 de Agosto de 2017 (Mônaco) | 28 de Setembro de 2017                                          | 28 de Setembro de 2017                                          |
| Fase de Grupos | Terceira Rodada           | 25 de Agosto de 2017 (Mônaco) | 19 de Outubro de 2017                                           | 19 de Outubro de 2017                                           |
| Fase de Grupos | Quarta Rodada             | 25 de Agosto de 2017 (Mônaco) | 02 de Novembro de 2016                                          | 02 de Novembro de 2016                                          |
| Fase de Grupos | Quinta Rodada             | 25 de Agosto de 2017 (Mônaco) | 23 de Novembro de 2017                                          | 23 de Novembro de 2017                                          |
| Fase de Grupos | Sexta Rodada              | 25 de Agosto de 2017 (Mônaco) | 07 de Dezembro de 2017                                          | 07 de Dezembro de 2017                                          |
| Fase Final     | Dezesseis Avos            | 11 de Dezembro de 2017        | 15 de Fevereiro de 2018                                         | 22 de Fevereiro de 2018                                         |
| Fase Final     | Oitavas de Final          | 23 de Fevereiro de 2018       | 08 de Março de 2018                                             | 15 de Março de 2018                                             |
| Fase Final     | Quartas de Final          | 16 de Março de 2018           | 05 de Abril de 2018                                             | 12 de Abril de 2018                                             |
| Fase Final     | Semifinais                | 13 de Abril de 2018           | 26 de Abril de 2018                                             | 03 de Maio de 2018                                              |
| Fase Final     | Final                     | 13 de Abril de 2018           | 16 de Maio de 2018 no Parc Olympique Lyonnais, em Lyon, França. | 16 de Maio de 2018 no Parc Olympique Lyonnais, em Lyon, França. |

Os jogos referentes à qualificação, play-off e eliminatórias, também podem ser jogados em terças ou quartas-feiras, em vez de quintas-feiras, devido a conflitos de agenda.

## Eliminatórias
Nas fases de qualificação e a rodada play-off, as equipes são divididas com base em seus 2.015 coeficientes da UEFA. As equipes do mesmo país não podem ser tiradas uns contra os outros nesta fase da competição.

### Primeira Pré-eliminatória
O sorteio para a primeira Pré-eliminatória foi realizado no dia 19 de junho de 2017. A primeira partida foi disputada no dia 29 de junho, e a segunda em 6 de julho de 2017.
| Equipe 1             | Total       | Equipe 2              | 1.º jogo | 2.º jogo |
| -------------------- | ----------- | --------------------- | -------- | -------- |
| Maccabi Tel Aviv     | 5–0         | Tirana                | 2–0      | 3–0      |
| Mladost Lučani       | 0–5         | Inter Baku            | 0–3      | 0–2      |
| Shirak               | 2–4         | Gorica                | 0–2      | 2–2      |
| Shkëndija            | 7–0         | Dacia Chișinău        | 3–0      | 4–0      |
| Trenčín              | 8–1         | Torpedo Kutaisi       | 5–1      | 3–0      |
| Kairat               | 8–1         | Atlantas              | 6–0      | 2–1      |
| Chikhura Sachkhere   | 1–2         | Rheindorf Altach      | 0–1      | 1–1      |
| Zira                 | 4–1         | Differdange 03        | 2–0      | 2–1      |
| Levski Sofia         | 3–1         | Sutjeska Nikšić       | 3–1      | 0–0      |
| Lech Poznań          | 7–0         | Pelister              | 4–0      | 3–0      |
| Beitar Jerusalem     | 7–3         | Vasas                 | 4–3      | 3–0      |
| Fola Esch            | 3–2         | Milsami Orhei         | 2–1      | 1–1      |
| Vojvodina            | 2–3         | Ružomberok            | 2–1      | 0–2      |
| Irtysh Pavlodar      | 3–0         | Dunav Rousse          | 1–0      | 2–0      |
| Mladost Podgorica    | 4–0         | Gandzasar Kapan       | 1–0      | 3–0      |
| Široki Brijeg        | 2–0         | Ordabasy              | 2–0      | 0–0      |
| Partizani Tirana     | 1–4         | Botev Plovdiv         | 1–3      | 0–1      |
| Pyunik               | 1–9         | Slovan Bratislava     | 1–4      | 0–5      |
| Dinamo Batumi        | 0–5         | Jagiellonia Białystok | 0–1      | 0–4      |
| Videoton             | 5–3         | Balzan                | 2–0      | 3–3      |
| Estrela Vermelha     | 6–3         | Floriana              | 3–0      | 3–3      |
| UE Santa Coloma      | 0–6         | Osijek                | 0–2      | 0–4      |
| Tre Penne            | 0–7         | FK Rabotnički         | 0–1      | 0–6      |
| Željezničar          | 3–2         | Zeta                  | 1–0      | 2–2      |
| St Joseph's          | 0–10        | AEL Limassol          | 0–4      | 0–6      |
| Valletta             | 3–0         | Folgore               | 2–0      | 1–0      |
| Zaria Bălți          | 3–3 (6–5 p) | FK Sarajevo           | 2–1      | 1–2      |
| Rangers              | 1–2         | Progrès Niederkorn    | 1–0      | 0–2      |
| AEK Larnaca          | 6–1         | Lincoln Red Imps      | 5–0      | 1–1      |
| Skënderbeu           | 6–0         | Sant Julià            | 1–0      | 5–0      |
| Ventspils            | 0–1         | Valur                 | 0–0      | 0–1      |
| Bala Town            | 1–5         | Vaduz                 | 1–2      | 0–3      |
| Domžale              | 5–2         | Flora Tallinn         | 2–0      | 3–2      |
| Midtjylland          | 10–2        | Derry City            | 6–1      | 4–1      |
| Haugesund            | 7–0         | Coleraine             | 7–0      | 0–0      |
| St. Johnstone        | 1–3         | FK Trakai             | 1–2      | 0–1      |
| VPS                  | 2–0         | Olimpija Ljubljana    | 1–0      | 1–0      |
| Crusaders            | 3–3 (gf)    | Liepāja               | 3–1      | 0–2      |
| Dinamo Minsk         | 4–1         | NSÍ Runavík           | 2–1      | 2–0      |
| Stjarnan             | 0–2         | Shamrock Rovers       | 0–1      | 0–1      |
| Odd                  | 5–0         | Ballymena United      | 3–0      | 2–0      |
| Connah's Quay Nomads | 1–3         | HJK Helsinki          | 1–0      | 0–3      |
| Nõmme Kalju          | 4–2         | B36 Tórshavn          | 2–1      | 2–1      |
| Ferencvárosi         | 3–0         | Jelgava               | 2–0      | 1–0      |
| IFK Norrköping       | 6–0         | Prishtina             | 5–0      | 1–0      |
| Shakhtyor Salihorsk  | 1–2         | Sūduva Marijampolė    | 0–0      | 1–2      |
| KR Reykjavík         | 2–0         | SJK                   | 0–0      | 2–0      |
| Levadia Tallinn      | 2–6         | Cork City             | 0–2      | 2–4      |
| Lyngby               | 4–0         | Bangor City           | 1–0      | 3–0      |
| KÍ                   | 0–5         | AIK                   | 0–0      | 0–5      |

### Segunda Pré-eliminatória
A primeira partida foi disputada no dia 13 de julho, e a segunda em 20 de Julho de 2017.
Um total de 66 equipes jogaram na Segunda Pré-eliminatória: 16 equipes que entraram nesta rodada, e os 50 vencedores da Primeira Pré-eliminatória.
| Equipe 1           | Total       | Equipe 2              | 1.º jogo | 2.º jogo |
| ------------------ | ----------- | --------------------- | -------- | -------- |
| Beitar Jerusalem   | 1–5         | Botev Plovdiv         | 1–1      | 0–4      |
| Apollon Limassol   | 5–1         | Zaria Bălți           | 3–0      | 2–1      |
| FK Rabotnički      | 1–4         | Dinamo Minsk          | 1–1      | 0–3      |
| Slovan Bratislava  | 1–3         | Lyngby                | 0–1      | 1–2      |
| Shamrock Rovers    | 2–5         | Mladá Boleslav        | 2–3      | 0–2      |
| Željezničar        | 0–2         | AIK                   | 0–0      | 0–2      |
| Cork City          | 0–2         | AEK Larnaca           | 0–1      | 0–1      |
| Kairat             | 1–3         | Skënderbeu            | 1–1      | 0–2      |
| Panionios          | 5–2         | Gorica                | 2–0      | 3–2      |
| Astra Giurgiu      | 3–1         | Zira                  | 3–1      | 0–0      |
| Haugesund          | 3–4         | Lech Poznań           | 3–2      | 0–2      |
| Brøndby            | 3–2         | VPS                   | 2–0      | 1–2      |
| IFK Norrköping     | 3–3 (3–5 p) | FK Trakai             | 2–1      | 1–2      |
| Hajduk Split       | 3–1         | Levski Sofia          | 1–0      | 2–1      |
| Nõmme Kalju        | 1–4         | Videoton              | 0–3      | 1–1      |
| Maccabi Tel Aviv   | 5–1         | KR Reykjavík          | 3–1      | 2–0      |
| Valletta           | 1–3         | Utrecht               | 0–0      | 1–3      |
| Ružomberok         | 2–1         | Brann                 | 0–1      | 2–0      |
| Liepāja            | 1–2         | Sūduva Marijampolė    | 0–2      | 1–0      |
| Qabala             | 3–1         | Jagiellonia Białystok | 1–1      | 2–0      |
| Progrès Niedercorn | 1–3         | AEL Limassol          | 0–1      | 1–2      |
| Rheindorf Altach   | 4–1         | Dinamo Brest          | 1–1      | 3–0      |
| Östersunds         | 3–1         | Galatasaray           | 2–0      | 1–1      |
| Inter Baku         | 2–4         | Fola Esch             | 1–0      | 1–4      |
| Vaduz              | 0–2         | Odd                   | 0–1      | 0–1      |
| Valur              | 3–5         | Domžale               | 1–2      | 2–3      |
| Irtysh Pavlodar    | 1–3         | Estrela Vermelha      | 1–1      | 0–2      |
| Aberdeen           | 3–1         | Široki Brijeg         | 1–1      | 2–0      |
| Ferencvárosi       | 3–7         | Midtjylland           | 2–4      | 1–3      |
| Sturm Graz         | 3–1         | Mladost Podgorica     | 0–1      | 3–0      |
| Shkëndija          | 4–2         | HJK Helsinki          | 3–1      | 1–1      |
| Trenčín            | 1–3         | Bnei Yehuda           | 1–1      | 0–2      |
| NK Osijek          | 3–2         | Luzern                | 2–0      | 1–2      |

### Terceira Pré-eliminatória
O sorteio para a Terceira Pré-eliminatória foi realizado no dia 14 de julho de 2017. A primeira partida será disputada no dia 27 de julho, e a segunda em 3 de agosto de 2017.
Um total de 58 equipes jogam na Terceira Pré-eliminatória: 25 equipes que entram nesta rodada, e os 33 vencedores da Segunda Pré-eliminatória
| Equipe 1                 | Total       | Equipe 2         | 1.º jogo | 2.º jogo  |
| ------------------------ | ----------- | ---------------- | -------- | --------- |
| PSV                      | 0–2         | NK Osijek        | 0–1      | 0–1       |
| FK Trakai                | 2–4         | Shkëndija        | 2–1      | 0–3       |
| Krasnodar                | 5–2         | Lyngby           | 2–1      | 3–1       |
| Sturm Graz               | 2–3         | Fenerbahçe       | 1–2      | 1–1       |
| Panathinaikos            | 3–1         | Qabala           | 1–0      | 2–1       |
| Mladá Boleslav           | 3–3 (2–4 p) | Skënderbeu       | 2–1      | 1–2       |
| Austria Wien             | 2–1         | AEL Limassol     | 0–0      | 2–1       |
| Dinamo Zagreb            | 2–1         | Odd              | 2–1      | 0–0       |
| Dinamo București         | 1–4         | Athletic Bilbao  | 1–1      | 0–3       |
| Olimpik Donetsk          | 1–3         | PAOK             | 1–1      | 0–2       |
| Arka Gdynia              | 4–4 (gf)    | Midtjylland      | 3–2      | 1–2       |
| Östersunds               | 3–1         | Fola Esch        | 1–0      | 2–1       |
| Bordeaux                 | 2–2 (gf)    | Videoton         | 2–1      | 0–1       |
| Maccabi Tel Aviv         | 2–0         | Panionios        | 1–0      | 1–0       |
| Utrecht                  | 2–2         | Lech Poznań      | 0–0      | 2–2       |
| CS Universitatea Craiova | 0–3         | Milan            | 0–1      | 0–2       |
| Brøndby                  | 0–2         | Hajduk Split     | 0–0      | 0–2       |
| Gent                     | 2–4         | Rheindorf Altach | 1–1      | 1–3       |
| Astra Giurgiu            | 0–1         | Oleksandria      | 0–0      | 0–1       |
| Everton                  | 2–0         | Ružomberok       | 1–0      | 1–0       |
| Aberdeen                 | 2–3         | Apollon Limassol | 2–1      | 0–2       |
| Estrela Vermelha         | 3–0         | Sparta Praha     | 2–0      | 1–0       |
| Botev Plovdiv            | 0–2         | Marítimo         | 0–0      | 0–2       |
| Zenit                    | 2–1         | Bnei Yehuda      | 2–0      | 0–1       |
| Olympique de Marseille   | 4–2         | Oostende         | 4–2      | 0–0       |
| Freiburg                 | 1–2         | Domžale          | 1–0      | 0–2       |
| AEK Larnaca              | 3–1         | Dinamo Minsk     | 2–0      | 1–1       |
| AIK                      | 2–3         | Braga            | 1–1      | 1–2 (pro) |
| Sūduva Marijampolė       | 4–1         | Sion             | 3–0      | 1–1       |

## Rodada de play-off
O sorteio para a fase play-off será realizado em 4 de agosto de 2017. A primeira partida será disputada no dia 17 de agosto, e a segunda em 24 de agosto de 2017.
Um total de 44 equipes jogam na rodada play-off: os 29 vencedores da Terceira Pré-eliminatória, e mais 15 perdedores da UEFA Champions League 2017-18.
| Equipe 1           | Total    | Equipe 2               | 1.º jogo | 2.º jogo  |
| ------------------ | -------- | ---------------------- | -------- | --------- |
| Milan              | 7–0      | Shkëndija              | 6–0      | 1–0       |
| NK Osijek          | 2–2 (gf) | Austria Wien           | 1–2      | 1–0       |
| Krasnodar          | 4–4 (gf) | Estrela Vermelha       | 3–2      | 1–2       |
| Club Brugge        | 0–3      | AEK Atenas             | 0–0      | 0–3       |
| Marítimo           | 1–3      | Dynamo Kyiv            | 0–0      | 1–3       |
| Panathinaikos      | 2–4      | Athletic Bilbao        | 2–3      | 0–1       |
| Apollon Limassol   | 4–3      | Midtjylland            | 3–2      | 1–1       |
| FH                 | 3–5      | Braga                  | 1–2      | 2–3       |
| Everton            | 3–1      | Hajduk Split           | 2–0      | 1–1       |
| Viitorul Constanța | 1–7      | Red Bull Salzburg      | 1–3      | 0–4       |
| Vardar             | 4–1      | Fenerbahçe             | 2–0      | 2–1       |
| Ajax               | 2–4      | Rosenborg              | 0–1      | 2–3       |
| Rheindorf Altach   | 2–3      | Maccabi Tel Aviv       | 0–1      | 2–2       |
| BATE Borisov       | 3–2      | Oleksandria            | 1–1      | 2–1       |
| Dinamo Zagreb      | 1–1 (gf) | Skënderbeu             | 1–1      | 0–0       |
| Ludogorets         | 2–0      | Sūduva Marijampolė     | 2–0      | 0–0       |
| Domžale            | 1–4      | Olympique de Marseille | 1–1      | 0–3       |
| Partizan           | 4–0      | Videoton               | 0–0      | 4–0       |
| Utrecht            | 1–2      | Zenit                  | 1–0      | 0–2 (pro) |
| Légia Varsóvia     | 1–1 (gf) | Sheriff Tiraspol       | 1–1      | 0–0       |
| Viktoria Plzeň     | 3–1      | AEK Larnaca            | 3–1      | 0–0       |
| PAOK               | 3–3 (gf) | Östersunds             | 3–1      | 0–2       |

## Fase de grupos
O sorteio para a fase de grupos será realizado em Mônaco, em 25 de agosto de 2017. As 48 equipes estão distribuídas em quatro partes com base em seus coeficientes. Eles serão distribuídos em doze grupos de quatro, com a restrição que as equipes do mesmo país não podem ser tiradas uns contra os outros.
Em cada grupo, as equipes jogam entre si, em casa ou fora. Os jogos são dias 14 de setembro, 28 de setembro, 19 de outubro, 3 de novembro, 23 de novembro e 7 de dezembro de 2017. Os vencedores dos grupos e os segundos classificados vão antecipadamente para a fase de 16-avos, onde eles se juntarão aos oito terceiros classificados da fase de grupos da UEFA Champions League 2017-18.
Um total de 48 equipes jogam na fase de grupos: 16 equipes que entram nesta fase, os 22 vencedores da rodada play-off, e os 10 perdedores dos play-offs da Liga dos Campeões da UEFA de 2017–18.

### Sorteio
O sorteio para a fase de grupos será realizado em Mônaco em 25 de agosto de 2017. As 48 equipes estão distribuídas em quatro potes com base em seus coeficientes. Eles são distribuídos em doze grupos de quatro, com a restrição que as equipes do mesmo país não podem ser tiradas uns contra os outros.
| Pote 1            | Coef.   |
| ----------------- | ------- |
| Arsenal           | 105.192 |
| Zenit             | 87.106  |
| Lyon              | 68.833  |
| Dynamo Kyiv       | 67.526  |
| Villarreal        | 64.999  |
| Athletic Bilbao   | 60.999  |
| Lazio             | 56.666  |
| Milan             | 47.666  |
| Viktoria Plzeň    | 40.635  |
| Red Bull Salzburg | 40.570  |
| Copenhague        | 37.800  |
| Braga             | 37.366  |

| Pote 2                 | Coef.  |
| ---------------------- | ------ |
| Steaua București       | 35.370 |
| Ludogorets             | 34.175 |
| BATE Borisov           | 29.475 |
| Everton                | 29.192 |
| Young Boys             | 28.915 |
| Olympique de Marseille | 28.333 |
| Real Sociedad          | 27.499 |
| Maccabi Tel Aviv       | 23.375 |
| Lokomotiv Moscou       | 20.606 |
| Austria Wien           | 17.070 |
| Hertha Berlim          | 16.899 |
| Nice                   | 16.833 |

| Pote 3               | Coef.  |
| -------------------- | ------ |
| Astana               | 16.800 |
| Partizan             | 16.075 |
| Hoffenheim           | 15.899 |
| Colônia              | 15.899 |
| Rijeka               | 15.550 |
| Vitória de Guimarães | 14.866 |
| Atalanta             | 14.666 |
| Zulte Waregem        | 14.480 |
| Zorya Luhansk        | 13.526 |
| Rosenborg            | 12.665 |
| Sheriff Tiraspol     | 11.150 |
| Hapoel Be'er Sheva   | 10.875 |

| Pote 4              | Coef.  |
| ------------------- | ------ |
| Apollon Limassol    | 10.710 |
| İstanbul Başakşehir | 10.340 |
| Konyaspor           | 9.840  |
| Vitesse             | 9.212  |
| Slavia Praga        | 8.135  |
| Estrela Vermelha    | 7.325  |
| Skënderbeu          | 6.825  |
| Fastav Zlín         | 6.635  |
| AEK Atenas          | 6.580  |
| Lugano              | 6.415  |
| Vardar              | 5.125  |
| Östersunds          | 3.945  |

### Grupos
|  | Equipes classificadas para a fase final |
|  | Equipes eliminadas                      |

#### Grupo A
| Pos. | Equipe           | Pts | J | V | E | D | GP | GC | SG |
| ---- | ---------------- | --- | - | - | - | - | -- | -- | -- |
| 1    | Villarreal       | 11  | 6 | 3 | 2 | 1 | 10 | 6  | 4  |
| 2    | Astana           | 10  | 6 | 3 | 1 | 2 | 10 | 7  | 3  |
| 3    | Slavia Praha     | 8   | 6 | 2 | 2 | 2 | 6  | 6  | 0  |
| 4    | Maccabi Tel Aviv | 4   | 6 | 1 | 1 | 4 | 1  | 8  | -7 |

|                  | AST | MTA | SLA | VIL |
| ---------------- | --- | --- | --- | --- |
| Astana           |     | 4–0 | 1–1 | 2–3 |
| Maccabi Tel Aviv | 0–1 |     | 0–2 | 0–0 |
| Slavia Praha     | 0–1 | 1–0 |     | 0–2 |
| Villarreal       | 3-1 | 0–1 | 2–2 |     |

#### Grupo B
| Pos. | Equipe         | Pts | J | V | E | D | GP | GC | SG |
| ---- | -------------- | --- | - | - | - | - | -- | -- | -- |
| 1    | Dínamo de Kiev | 13  | 6 | 4 | 1 | 1 | 15 | 9  | +6 |
| 2    | Partizan       | 8   | 6 | 2 | 2 | 2 | 8  | 9  | –1 |
| 3    | Young Boys     | 6   | 6 | 1 | 3 | 2 | 7  | 8  | –1 |
| 4    | Skënderbeu     | 5   | 6 | 1 | 2 | 3 | 6  | 10 | –4 |

|                | DKV | SKE | PAR | YB  |
| -------------- | --- | --- | --- | --- |
| Dínamo de Kiev |     | 3–1 | 4–1 | 2–2 |
| Skënderbeu     | 3–2 |     | 0–0 | 1–1 |
| Partizan       | 2–3 | 2–0 |     | 2–1 |
| Young Boys     | 0–1 | 2–1 | 1–1 |     |

#### Grupo C
| Pos. | Equipe              | Pts | J | V | E | D | GP | GC | SG |
| ---- | ------------------- | --- | - | - | - | - | -- | -- | -- |
| 1    | Braga               | 10  | 6 | 3 | 1 | 2 | 9  | 8  | 1  |
| 2    | Ludogorets          | 9   | 6 | 2 | 3 | 1 | 7  | 5  | 2  |
| 3    | İstanbul Başakşehir | 8   | 6 | 2 | 2 | 2 | 7  | 8  | –1 |
| 4    | Hoffenheim          | 5   | 6 | 1 | 2 | 3 | 8  | 10 | –2 |

|                     | BRA | HOF | IBS | LUD |
| ------------------- | --- | --- | --- | --- |
| Braga               |     | 3–1 | 2–1 | 0–2 |
| Hoffenheim          | 1–2 |     | 3–1 | 1–1 |
| İstanbul Başakşehir | 2–1 | 1–1 |     | 0–0 |
| Ludogorets          | 1–1 | 2–1 | 1–2 |     |

#### Grupo D
| Pos. | Equipe       | Pts | J | V | E | D | GP | GC | SG |
| ---- | ------------ | --- | - | - | - | - | -- | -- | -- |
| 1    | Milan        | 11  | 6 | 3 | 2 | 1 | 13 | 6  | 7  |
| 2    | AEK Atenas   | 8   | 6 | 1 | 5 | 0 | 6  | 5  | 1  |
| 3    | Rijeka       | 7   | 6 | 2 | 1 | 3 | 11 | 12 | –1 |
| 4    | Austria Wien | 5   | 6 | 1 | 2 | 3 | 9  | 16 | –7 |

|              | AEK | AW  | MIL | RJK |
| ------------ | --- | --- | --- | --- |
| AEK Atenas   |     | 2–2 | 0–0 | 2–2 |
| Austria Wien | 0–0 |     | 1–5 | 1–3 |
| Milan        | 0–0 | 5–1 |     | 3–2 |
| Rijeka       | 1–2 | 1–4 | 2–0 |     |

#### Grupo E
| Pos. | Equipe           | Pts | J | V | E | D | GP | GC | SG |
| ---- | ---------------- | --- | - | - | - | - | -- | -- | -- |
| 1    | Atalanta         | 14  | 6 | 4 | 2 | 0 | 14 | 4  | 10 |
| 2    | Lyon             | 11  | 6 | 3 | 2 | 1 | 11 | 4  | 7  |
| 3    | Everton          | 4   | 6 | 1 | 1 | 4 | 7  | 15 | –8 |
| 4    | Apollon Limassol | 3   | 6 | 0 | 3 | 3 | 5  | 14 | –9 |

|                  | APL | ATA | EVE | LYO |
| ---------------- | --- | --- | --- | --- |
| Apollon Limassol |     | 1–1 | 0–3 | 1–1 |
| Atalanta         | 3–1 |     | 3–0 | 1–0 |
| Everton          | 2–2 | 1–5 |     | 1–2 |
| Lyon             | 4–0 | 1–1 | 3–0 |     |

#### Grupo F
| Pos. | Equipe           | Pts | J | V | E | D | GP | GC | SG |
| ---- | ---------------- | --- | - | - | - | - | -- | -- | -- |
| 1    | Lokomotiv Moscou | 11  | 6 | 3 | 2 | 1 | 9  | 4  | 5  |
| 2    | København        | 9   | 6 | 2 | 3 | 1 | 7  | 3  | 4  |
| 3    | Sheriff Tiraspol | 9   | 6 | 2 | 3 | 1 | 4  | 4  | 0  |
| 4    | Fastav Zlín      | 2   | 6 | 0 | 2 | 4 | 1  | 10 | –9 |

|                  | KØB | LOM | SHE | ZLI |
| ---------------- | --- | --- | --- | --- |
| København        |     | 0–0 | 2–0 | 3–0 |
| Lokomotiv Moscou | 2–1 |     | 1–2 | 3–0 |
| Sheriff Tiraspol | 0–0 | 1–1 |     | 1–0 |
| Fastav Zlín      | 1–1 | 0–2 | 0–0 |     |

#### Grupo G
| Pos. | Equipe             | Pts | J | V | E | D | GP | GC | SG |
| ---- | ------------------ | --- | - | - | - | - | -- | -- | -- |
| 1    | Viktoria Plzeň     | 12  | 6 | 4 | 0 | 2 | 13 | 8  | 5  |
| 2    | Steaua Bucareste   | 10  | 6 | 3 | 1 | 2 | 9  | 7  | 2  |
| 3    | Lugano             | 9   | 6 | 3 | 0 | 3 | 9  | 11 | –2 |
| 4    | Hapoel Be'er Sheva | 4   | 6 | 1 | 1 | 4 | 5  | 10 | –5 |

|                    | HBS | LUG | STB | PLZ |
| ------------------ | --- | --- | --- | --- |
| Hapoel Be'er Sheva |     | 2–1 | 1–2 | 0–2 |
| Lugano             | 1–0 |     | 1–2 | 3–2 |
| Steaua Bucareste   | 1–1 | 1–2 |     | 3–0 |
| Viktoria Plzeň     | 3–1 | 4–1 | 2–0 |     |

#### Grupo H
| Pos. | Equipe           | Pts | J | V | E | D | GP | GC | SG  |
| ---- | ---------------- | --- | - | - | - | - | -- | -- | --- |
| 1    | Arsenal          | 13  | 6 | 4 | 1 | 1 | 14 | 4  | 10  |
| 2    | Estrela Vermelha | 9   | 6 | 2 | 3 | 1 | 3  | 2  | 1   |
| 3    | Köln             | 6   | 6 | 2 | 0 | 4 | 7  | 8  | –1  |
| 4    | BATE Borisov     | 5   | 6 | 1 | 2 | 3 | 6  | 16 | –10 |

|                  | ARS | BAT | COL | EVB |
| ---------------- | --- | --- | --- | --- |
| Arsenal          |     | 6–0 | 3–1 | 0–0 |
| BATE Borisov     | 2–4 |     | 1–0 | 0–0 |
| Köln             | 1–0 | 5–2 |     | 0–1 |
| Estrela Vermelha | 0–1 | 1–1 | 1–0 |     |

#### Grupo I
| Pos. | Equipe                 | Pts | J | V | E | D | GP | GC | SG |
| ---- | ---------------------- | --- | - | - | - | - | -- | -- | -- |
| 1    | Red Bull Salzburg      | 12  | 6 | 3 | 3 | 0 | 7  | 1  | 6  |
| 2    | Olympique de Marseille | 8   | 6 | 2 | 2 | 2 | 4  | 4  | 0  |
| 3    | Konyaspor              | 6   | 6 | 1 | 3 | 2 | 4  | 6  | –2 |
| 4    | Vitória de Guimarães   | 5   | 6 | 1 | 2 | 3 | 5  | 9  | –4 |

|                        | KON | MAR | SAL | VSC |
| ---------------------- | --- | --- | --- | --- |
| Konyaspor              |     | 1–1 | 0–2 | 2–1 |
| Olympique de Marseille | 1–0 |     | 0–0 | 2–1 |
| Red Bull Salzburg      | 0–0 | 1–0 |     | 3–0 |
| Vitória de Guimarães   | 1–1 | 1–0 | 1–1 |     |

#### Grupo J
| Pos. | Equipe          | Pts | J | V | E | D | GP | GC | SG |
| ---- | --------------- | --- | - | - | - | - | -- | -- | -- |
| 1    | Athletic Bilbao | 11  | 6 | 3 | 2 | 1 | 8  | 5  | 3  |
| 2    | Östersunds      | 11  | 6 | 3 | 2 | 1 | 8  | 4  | 4  |
| 3    | Zorya Luhansk   | 6   | 6 | 2 | 0 | 4 | 3  | 9  | –6 |
| 4    | Hertha Berlim   | 5   | 6 | 1 | 2 | 3 | 6  | 7  | –1 |

|                 | ATH | HRT | OST | ZOR |
| --------------- | --- | --- | --- | --- |
| Athletic Bilbao |     | 3–2 | 1–0 | 0–1 |
| Hertha Berlim   | 0–0 |     | 1–1 | 2–0 |
| Östersunds      | 2–2 | 1–0 |     | 2–0 |
| Zorya Luhansk   | 0–2 | 2–1 | 0–2 |     |

#### Grupo K
| Pos. | Equipe        | Pts | J | V | E | D | GP | GC | SG |
| ---- | ------------- | --- | - | - | - | - | -- | -- | -- |
| 1    | Lazio         | 13  | 6 | 4 | 1 | 1 | 12 | 7  | 5  |
| 2    | Nice          | 9   | 6 | 3 | 0 | 3 | 12 | 7  | 5  |
| 3    | Zulte Waregem | 7   | 6 | 2 | 1 | 3 | 8  | 13 | –5 |
| 4    | Vitesse       | 5   | 6 | 1 | 2 | 3 | 5  | 10 | –5 |

|               | LAZ | NIC | VIT | ZUL |
| ------------- | --- | --- | --- | --- |
| Lazio         |     | 1–0 | 1–1 | 2–0 |
| Nice          | 1–3 |     | 3–0 | 3–1 |
| Vitesse       | 2–3 | 1–0 |     | 0–2 |
| Zulte Waregem | 3–2 | 1–5 | 1–1 |     |

#### Grupo L
| Pos. | Equipe        | Pts | J | V | E | D | GP | GC | SG  |
| ---- | ------------- | --- | - | - | - | - | -- | -- | --- |
| 1    | Zenit         | 16  | 6 | 5 | 1 | 0 | 14 | 4  | 10  |
| 2    | Real Sociedad | 12  | 6 | 4 | 0 | 2 | 15 | 3  | 12  |
| 3    | Rosenborg     | 5   | 6 | 1 | 2 | 3 | 6  | 11 | –5  |
| 4    | Vardar        | 1   | 6 | 0 | 1 | 5 | 3  | 20 | –17 |

|               | RS  | ROS | VRD | ZEN |
| ------------- | --- | --- | --- | --- |
| Real Sociedad |     | 4–0 | 3–0 | 1–3 |
| Rosenborg     | 0–1 |     | 3–1 | 1-1 |
| Vardar        | 0–6 | 1–1 |     | 0–5 |
| Zenit         | 3–1 | 3–1 | 2–1 |     |

## Fase final
Nas fases finais, as equipes classificadas jogam em partidas eliminatórias de ida e volta, exceto no jogo final.

### Equipes classificadas
| Chave de cores                                   |
| ------------------------------------------------ |
| Cabeças de chave para a fase de 16-avos de final |
| Não cabeças de chave a fase de 16-avos de final  |

#### Fase de grupos da Liga Europa
| Grupo | Vencedores        | Vices                  |
| ----- | ----------------- | ---------------------- |
| A     | Villarreal        | Astana                 |
| B     | Dínamo de Kiev    | Partizan               |
| C     | Braga             | Ludogorets             |
| D     | Milan             | AEK Atenas             |
| E     | Atalanta          | Lyon                   |
| F     | Lokomotiv Moscou  | København              |
| G     | Viktoria Plzeň    | Steaua Bucareste       |
| H     | Arsenal           | Estrela Vermelha       |
| I     | Red Bull Salzburg | Olympique de Marseille |
| J     | Östersunds        | Athletic Bilbao        |
| K     | Lazio             | Nice                   |
| L     | Zenit             | Real Sociedad          |

#### Fase de grupos da Liga dos Campeões
| Grupo | Equipa             | Pts | J | V | E | D | GM | GS | DG  |
| ----- | ------------------ | --- | - | - | - | - | -- | -- | --- |
| A     | CSKA Moscou        | 9   | 6 | 3 | 0 | 3 | 8  | 10 | –2  |
| C     | Atlético de Madrid | 7   | 6 | 1 | 4 | 1 | 5  | 4  | +1  |
| G     | RB Leipzig         | 7   | 6 | 2 | 1 | 3 | 10 | 11 | -1  |
| D     | Sporting           | 7   | 6 | 2 | 1 | 3 | 8  | 9  | –1  |
| F     | Napoli             | 6   | 6 | 2 | 0 | 4 | 11 | 11 | 0   |
| E     | Spartak Moscou     | 6   | 6 | 1 | 3 | 2 | 9  | 13 | -4  |
| B     | Celtic             | 3   | 6 | 1 | 0 | 5 | 5  | 18 | –13 |
| H     | Borussia Dortmund  | 2   | 6 | 0 | 2 | 4 | 7  | 13 | –6  |

### Esquema
| Dezesseis-avos de final | Dezesseis-avos de final | Dezesseis-avos de final | Dezesseis-avos de final |  |                   | Oitavas de final       | Oitavas de final | Oitavas de final | Oitavas de final |  |  | Quartas de final       | Quartas de final | Quartas de final | Quartas de final |  |  | Semifinal                    | Semifinal | Semifinal | Semifinal |  |  | Final                  | Final |
|                         |                         |                         |                         |  |                   |                        |                  |                  |                  |  |  |                        |                  |                  |                  |  |  |                              |           |           |           |  |  |                        |       |
| Napoli                  | 1                       | 2                       | 3                       |  |                   |                        |                  |                  |                  |  |  |                        |                  |                  |                  |  |  |                              |           |           |           |  |  |                        |       |
| RB Leipzig (gf)         | 3                       | 0                       | 3                       |  |                   | RB Leipzig             | 2                | 1                | 3                |  |  |                        |                  |                  |                  |  |  |                              |           |           |           |  |  |                        |       |
| Celtic                  | 1                       | 0                       | 1                       |  | Zenit             | 1                      | 1                | 2                |                  |  |  |                        |                  |                  |                  |  |  |                              |           |           |           |  |  |                        |       |
| Zenit                   | 0                       | 3                       | 3                       |  |                   |                        |                  |                  |                  |  |  | RB Leipzig             | 1                | 2                | 3                |  |  |                              |           |           |           |  |  |                        |       |
| Olympique de Marseille  | 3                       | 0                       | 3                       |  |                   |                        |                  |                  |                  |  |  | Olympique de Marseille | 0                | 5                | 5                |  |  |                              |           |           |           |  |  |                        |       |
| Braga                   | 0                       | 1                       | 1                       |  |                   | Olympique de Marseille | 3                | 2                | 5                |  |  |                        |                  |                  |                  |  |  |                              |           |           |           |  |  |                        |       |
| Spartak Moscou          | 1                       | 2                       | 3                       |  | Athletic Bilbao   | 1                      | 1                | 2                |                  |  |  |                        |                  |                  |                  |  |  |                              |           |           |           |  |  |                        |       |
| Athletic Bilbao         | 3                       | 1                       | 4                       |  |                   |                        |                  |                  |                  |  |  |                        |                  |                  |                  |  |  | Olympique de Marseille (pro) | 2         | 1         | 3         |  |  |                        |       |
| Steaua Bucareste        | 1                       | 1                       | 2                       |  |                   |                        |                  |                  |                  |  |  |                        |                  |                  |                  |  |  | Red Bull Salzburg            | 0         | 2         | 2         |  |  |                        |       |
| Lazio                   | 0                       | 5                       | 5                       |  |                   | Lazio                  | 2                | 2                | 4                |  |  |                        |                  |                  |                  |  |  |                              |           |           |           |  |  |                        |       |
| AEK Atenas              | 1                       | 0                       | 1                       |  | Dínamo de Kiev    | 2                      | 0                | 2                |                  |  |  |                        |                  |                  |                  |  |  |                              |           |           |           |  |  |                        |       |
| Dínamo de Kiev (gf)     | 1                       | 0                       | 1                       |  |                   |                        |                  |                  |                  |  |  | Lazio                  | 4                | 1                | 5                |  |  |                              |           |           |           |  |  |                        |       |
| Borussia Dortmund       | 3                       | 1                       | 4                       |  |                   |                        |                  |                  |                  |  |  | Red Bull Salzburg      | 2                | 4                | 6                |  |  |                              |           |           |           |  |  |                        |       |
| Atalanta                | 2                       | 1                       | 3                       |  |                   | Borussia Dortmund      | 1                | 0                | 1                |  |  |                        |                  |                  |                  |  |  |                              |           |           |           |  |  |                        |       |
| Real Sociedad           | 2                       | 1                       | 3                       |  | Red Bull Salzburg | 2                      | 0                | 2                |                  |  |  |                        |                  |                  |                  |  |  |                              |           |           |           |  |  |                        |       |
| Red Bull Salzburg       | 2                       | 2                       | 4                       |  |                   |                        |                  |                  |                  |  |  |                        |                  |                  |                  |  |  |                              |           |           |           |  |  | Olympique de Marseille | 0     |
| Ludogorets              | 0                       | 0                       | 0                       |  |                   |                        |                  |                  |                  |  |  |                        |                  |                  |                  |  |  |                              |           |           |           |  |  | Atlético de Madrid     | 3     |
| Milan                   | 3                       | 1                       | 4                       |  |                   | Milan                  | 0                | 1                | 1                |  |  |                        |                  |                  |                  |  |  |                              |           |           |           |  |  |                        |       |
| Östersunds              | 0                       | 2                       | 2                       |  | Arsenal           | 2                      | 3                | 5                |                  |  |  |                        |                  |                  |                  |  |  |                              |           |           |           |  |  |                        |       |
| Arsenal                 | 3                       | 1                       | 4                       |  |                   |                        |                  |                  |                  |  |  | Arsenal                | 4                | 2                | 6                |  |  |                              |           |           |           |  |  |                        |       |
| Estrela Vermelha        | 0                       | 0                       | 0                       |  |                   |                        |                  |                  |                  |  |  | CSKA Moscou            | 1                | 2                | 3                |  |  |                              |           |           |           |  |  |                        |       |
| CSKA Moscou             | 0                       | 1                       | 1                       |  |                   | CSKA Moscou (gf)       | 0                | 3                | 3                |  |  |                        |                  |                  |                  |  |  |                              |           |           |           |  |  |                        |       |
| Lyon                    | 3                       | 1                       | 4                       |  | Lyon              | 1                      | 2                | 3                |                  |  |  |                        |                  |                  |                  |  |  |                              |           |           |           |  |  |                        |       |
| Villarreal              | 1                       | 0                       | 1                       |  |                   |                        |                  |                  |                  |  |  |                        |                  |                  |                  |  |  | Arsenal                      | 1         | 0         | 1         |  |  |                        |       |
| København               | 1                       | 0                       | 1                       |  |                   |                        |                  |                  |                  |  |  |                        |                  |                  |                  |  |  | Atlético de Madrid           | 1         | 1         | 2         |  |  |                        |       |
| Atlético de Madrid      | 4                       | 1                       | 5                       |  |                   | Atlético de Madrid     | 3                | 5                | 8                |  |  |                        |                  |                  |                  |  |  |                              |           |           |           |  |  |                        |       |
| Nice                    | 2                       | 0                       | 2                       |  | Lokomotiv Moscou  | 0                      | 1                | 1                |                  |  |  |                        |                  |                  |                  |  |  |                              |           |           |           |  |  |                        |       |
| Lokomotiv Moscou        | 3                       | 1                       | 4                       |  |                   |                        |                  |                  |                  |  |  | Atlético de Madrid     | 2                | 0                | 2                |  |  |                              |           |           |           |  |  |                        |       |
| Astana                  | 1                       | 3                       | 4                       |  |                   |                        |                  |                  |                  |  |  | Sporting               | 0                | 1                | 1                |  |  |                              |           |           |           |  |  |                        |       |
| Sporting                | 3                       | 3                       | 6                       |  |                   | Sporting               | 2                | 1                | 3                |  |  |                        |                  |                  |                  |  |  |                              |           |           |           |  |  |                        |       |
| Partizan                | 1                       | 0                       | 1                       |  | Viktoria Plzeň    | 0                      | 2                | 2                |                  |  |  |                        |                  |                  |                  |  |  |                              |           |           |           |  |  |                        |       |
| Viktoria Plzeň          | 1                       | 2                       | 3                       |  |                   |                        |                  |                  |                  |  |  |                        |                  |                  |                  |  |  |                              |           |           |           |  |  |                        |       |

Nota: O esquema usado acima é usado somente para uma visualização melhor dos confrontos. Todos os confrontos desta fase são sorteados e não seguem a ordem mostrada.

### Fase de 16 avos
| Equipe 1               | Total    | Equipe 2           | 1.º jogo | 2.º jogo |
| ---------------------- | -------- | ------------------ | -------- | -------- |
| Borussia Dortmund      | 4–3      | Atalanta           | 3–2      | 1–1      |
| Nice                   | 2–4      | Lokomotiv Moscou   | 2–3      | 0–1      |
| København              | 1–5      | Atlético de Madrid | 1–4      | 0–1      |
| Spartak Moscou         | 3–4      | Athletic Bilbao    | 1–3      | 2–1      |
| AEK Atenas             | 1–1 (gf) | Dínamo de Kiev     | 1–1      | 0–0      |
| Celtic                 | 1–3      | Zenit              | 1–0      | 0–3      |
| Napoli                 | 3–3 (gf) | RB Leipzig         | 1–3      | 2–0      |
| Estrela Vermelha       | 0–1      | CSKA Moscou        | 0–0      | 0–1      |
| Lyon                   | 4–1      | Villarreal         | 3–1      | 1–0      |
| Real Sociedad          | 3–4      | Red Bull Salzburg  | 2–2      | 1–2      |
| Partizan               | 1–3      | Viktoria Plzeň     | 1–1      | 0–2      |
| Steaua Bucareste       | 2–5      | Lazio              | 1–0      | 1–5      |
| Ludogorets             | 0–4      | Milan              | 0–3      | 0–1      |
| Astana                 | 4–6      | Sporting           | 1–3      | 3–3      |
| Östersunds             | 2–4      | Arsenal            | 0–3      | 2–1      |
| Olympique de Marseille | 3–1      | Braga              | 3–0      | 0–1      |

### Oitavas de final
O sorteio dessa fase foi realizado no dia 23 de fevereiro. As partidas de ida foram disputadas no dia 8 de março e as partidas de volta serão disputadas no dia 15 de março.
| Equipe 1               | Total    | Equipe 2          | 1.º jogo | 2.º jogo  |
| ---------------------- | -------- | ----------------- | -------- | --------- |
| Lazio                  | 4–2      | Dínamo de Kiev    | 2–2      | 2–0       |
| RB Leipzig             | 3–2      | Zenit             | 2–1      | 1–1       |
| Atlético de Madrid     | 8–1      | Lokomotiv Moscou  | 3–0      | 5–1       |
| CSKA Moscou            | 3–3 (gf) | Lyon              | 0–1      | 3–2       |
| Olympique de Marseille | 5–2      | Athletic Bilbao   | 3–1      | 2–1       |
| Sporting               | 3–2      | Viktoria Plzeň    | 2–0      | 1–2 (pro) |
| Borussia Dortmund      | 1–2      | Red Bull Salzburg | 1–2      | 0–0       |
| Milan                  | 1–5      | Arsenal           | 0–2      | 1–3       |

### Quartas de final
O sorteio dessa fase será no dia 16 de março. As partidas de ida serão disputadas no dia 5 de abril e as partidas de volta serão disputadas no dia 12 de abril.
| Equipe 1           | Total | Equipe 2               | 1.º jogo | 2.º jogo |
| ------------------ | ----- | ---------------------- | -------- | -------- |
| RB Leipzig         | 3–5   | Olympique de Marseille | 1–0      | 2–5      |
| Arsenal            | 6–3   | CSKA Moscou            | 4–1      | 2–2      |
| Atlético de Madrid | 2–1   | Sporting               | 2–0      | 0–1      |
| Lazio              | 5–6   | Red Bull Salzburg      | 4–2      | 1–4      |

### Semifinais
O sorteio dessa fase foi no dia 13 de abril. As partidas de ida serão disputadas no dia 26 de abril e as partidas de volta serão disputadas no dia 3 de maio.
Também nesse sorteio foi definido o time "mandante" da final para fins administrativos.
| Equipe 1               | Total | Equipe 2           | 1.º jogo | 2.º jogo  |
| ---------------------- | ----- | ------------------ | -------- | --------- |
| Olympique de Marseille | 3–2   | Red Bull Salzburg  | 2–0      | 1–2 (pro) |
| Arsenal                | 1–2   | Atlético de Madrid | 1–1      | 0–1       |

### Final
| 16 de maio de 2018 | Olympique de Marseille | 0 – 3     | Atlético de Madrid            | Parc Olympique Lyonnais, Lyon, França      |
| 20:45 CEST         |                        | Relatório | Griezmann 21', 49' · Gabi 89' | Público: 55 768 Árbitro: NED Björn Kuipers |

## Premiação
| Liga Europa da UEFA de 2017–18         |
| Espanha                                |
| -------------------------------------- |
| Atlético de Madrid Campeão (3º título) |

## Estatísticas
Gols e assistências contabilizados a partir da fase de grupos, excluindo as fases de qualificação.
 Atualizado 3 de maio de 2018
| Pos. | Jogador           | Equipe            | Gols | Tempo Jogado |
| ---- | ----------------- | ----------------- | ---- | ------------ |
| 1    | Ciro Immobile     | Lazio             | 8    | 582'         |
| 1    | Aritz Aduriz      | Athletic Bilbao   | 8    | 801'         |
| 3    | Júnior Moraes     | Dínamo de Kiev    | 7    | 742'         |
| 4    | Mario Balotelli   | Nice              | 6    | 528'         |
| 4    | Aleksandr Kokorin | Zenit             | 6    | 698'         |
| 4    | André Silva       | Milan             | 6    | 722'         |
| 4    | Emiliano Rigoni   | Zenit             | 6    | 775'         |
| 4    | Manuel Fernandes  | Lokomotiv Moscou  | 6    | 900'         |
| 9    | Harlem Gnohéré    | Steaua Bucareste  | 5    | 344'         |
| 9    | Willian José      | Real Sociedad     | 5    | 384'         |
| 9    | Patrick Twumasi   | Astana            | 5    | 717'         |
| 9    | Valon Berisha     | Red Bull Salzburg | 5    | 1138'        |
| 9    | Munas Dabbur      | Red Bull Salzburg | 5    | 1286'        |

| Pos. | Jogador            | Equipe                 | Assis. | Tempo Jogado |
| ---- | ------------------ | ---------------------- | ------ | ------------ |
| 1    | Dimitri Payet      | Olympique de Marseille | 7      | 779'         |
| 2    | Sergio Canales     | Real Sociedad          | 6      | 557'         |
| 3    | Luis Alberto       | Lazio                  | 5      | 644'         |
| 3    | Stefan Lainer      | Red Bull Salzburg      | 5      | 1290'        |
| 5    | Theo Walcott       | Arsenal                | 4      | 424'         |
| 5    | Mesut Özil         | Arsenal                | 4      | 429'         |
| 5    | Xabi Prieto        | Real Sociedad          | 4      | 483'         |
| 5    | Raphael Holzhauser | Austria Viena          | 4      | 536'         |
| 5    | Bruno Fernandes    | Sporting               | 4      | 567'         |
| 5    | Hakan Çalhanoğlu   | Milan                  | 4      | 613'         |
| 5    | Aleksei Miranchuk  | Lokomotiv Moscou       | 4      | 784'         |

### Hat-tricks
| Jogador          | Para             | Contra            | Resultado | Data                    | Ref.   |
| ---------------- | ---------------- | ----------------- | --------- | ----------------------- | ------ |
| André Silva      | Milan            | Austria Viena     | 5–1       | 14 de setembro de 2017  | [ 4 ]  |
| Manuel Fernandes | Lokomotiv Moscou | Fastav Zlín       | 3–0       | 28 de setembro de 2017  | [ 5 ]  |
| Emiliano Rigoni  | Zenit            | Rosenborg         | 3–1       | 19 de outubro de 2017   | [ 6 ]  |
| Willian José4    | Real Sociedad    | FK Vardar         | 6–0       | 19 de outubro de 2017   | [ 7 ]  |
| Júnior Moraes    | Dínamo de Kiev   | Partizan Belgrado | 4–1       | 7 de dezembro de 2017   | [ 8 ]  |
| Manuel Fernandes | Lokomotiv Moscou | Nice              | 3–2       | 15 de fevereiro de 2018 | [ 9 ]  |
| Ciro Immobile    | Lazio            | Steaua București  | 5–1       | 22 de fevereiro de 2018 | [ 10 ] |

4 Jogador marcou quatro gols

## Ligações Externas
- «Site Oficial»